# Chris Clark (chanteuse)
Pour les articles homonymes, voir Chris Clark et Clark.
Chris Clark, de son vrai nom Christine Elizabeth Clark, est une chanteuse américaine, née le 1er février 1946 dans le Comté de Santa Cruz en Californie.

## Biographie
Chris Clark commence une carrière professionnelle dès l'âge de 13 ans. Son répertoire change complètement quand elle découvre le son d'une nouvelle compagnie, Motown. Elle arrive finalement à avoir une audition et Berry Gordy accepte de l'engager, et enregistre chez Motown, label d'artistes principalement afro-américains.

## Discographie
- 1967 - Soul Sounds
- 1969 - CC Rides Again

## Filmographie
- 1972 : Lady Sings the Blues de Sidney J. Furie (co-scénariste)

## Distinctions

### Nominations
- Oscars du cinéma 1973 : Oscar du meilleur scénario original pour Lady Sings the Blues